# Mahmudabad-e Olja
Mahmudabad-e Olja – wieś w Iranie, w ostanie Azerbejdżan Zachodni, w szahrestanie Szahin Deż. W 2006 roku liczyła 321 mieszkańców.